# Lied Promontory
Die Lied Promontory ist ein Vorgebirge in Form einer Halbinsel an der Ingrid-Christensen-Küste des ostantarktischen Prinzessin-Elisabeth-Lands. In den Larsemann Hills bildet es den westlichen Teil der Halbinsel Broknes.
Das Antarctic Names Committee of Australia benannte es nach Niels Lied, Funker auf der Davis-Station im Jahr 1957, der der Mannschaft angehört hatte, die am 12. August 1957 als erste mit einem Flugzeug in den Larsemann Hills gelandet war.